# Жовківська (пам'ятка природи)
Жо́вківська — ботанічна пам'ятка природи місцевого значення в Україні. Розташована в межах Жовківського району Львівської області, на південний захід від міста Жовква. 

## Опис
Площа 1,2 га. Статус надано згідно з рішенням Львівської облради від 9.10.1984 року № 495 (початкова назва — «Нестеровська»). Перебуває у віданні ДП «Жовківський лісгосп», В'язівське лісництво, кв. 45(6). 
Статус надано з метою збереження унікального насадження модрини польської, розташованого на горі Гарай. Зростають також вікові дерева липи серцелистої, гіркокаштану кінського тощо. 
Гора Гарай є приміською рекреаційною зоною і популярним місцем відпочинку мешканців Жовкви. Це негативно впливає на екологічний стан пам'ятки природи.